# طواف إيطاليا 1959
طواف إيطاليا 1959 هو سباق دراجات هوائية أقيم في إيطاليا بتاريخ 16 مايو - 7 يونيو، تكون السباق من 22 مرحلة وامتدّ لمسافة 3657 كم بسرعة 35.909 كم/س، استغرق السباق 101 ساعة 50 دقيقة 26 ثانية. فاز به شارلي جاول وحلّ ثانيا جاك أنكيتيل.

## الترتيب
| م                     | الدرّاج      | البلد     | الزمن                      |
| --------------------- | ----------- | --------- | -------------------------- |
| الفائز بالترتيب العام | شارلي جاول  | لوكسمبورغ | 101 ساعة 50 دقيقة 26 ثانية |
| الثاني                | جاك أنكيتيل | فرنسا     |                            |
| التسلق                | شارلي جاول  | لوكسمبورغ | -                          |